# Скрантон (Південна Кароліна)
Скрантон (англ. Scranton) — місто (англ. town) в США, в окрузі Флоренс штату Південна Кароліна. Населення — 648 осіб (2020).

## Географія
Скрантон розташований за координатами 33°55′3″ пн. ш. 79°44′39″ зх. д. / 33.91750° пн. ш. 79.74417° зх. д. (33.917466, -79.744172).  За даними Бюро перепису населення США в 2010 році місто мало площу 2,18 км², уся площа — суходіл. В 2017 році площа становила 2,05 км², уся площа — суходіл.

## Демографія
Згідно з переписом 2010 року, у місті мешкали 932 особи в 318 домогосподарствах у складі 231 родини. Густота населення становила 427 осіб/км².  Було 351 помешкання (161/км²).
Расовий склад населення:
| - 58,5 % — чорних або афроамериканців - 39,3 % — білих - 0,3 % — корінних американців - 0,1 % — азіатів |

До двох чи більше рас належало 1,2 %. Частка іспаномовних становила 1,7 % від усіх жителів.
За віковим діапазоном населення розподілялося таким чином: 23,5 % — особи молодші 18 років, 57,7 % — особи у віці 18—64 років, 18,8 % — особи у віці 65 років та старші. Медіана віку мешканця становила 40,6 року. На 100 осіб жіночої статі у місті припадало 79,2 чоловіків;  на 100 жінок у віці від 18 років та старших — 77,4 чоловіків також старших 18 років.
Середній дохід на одне домашнє господарство  становив 34 087 доларів США (медіана — 19 712), а середній дохід на одну сім'ю — 44 232 долари (медіана — 47 981). За межею бідності перебувало 35,3 % осіб, у тому числі 31,2 % дітей у віці до 18 років та 15,0 % осіб у віці 65 років та старших.
Цивільне працевлаштоване населення становило 258 осіб. Основні галузі зайнятості: освіта, охорона здоров'я та соціальна допомога — 27,5 %, мистецтво, розваги та відпочинок — 14,3 %, виробництво — 12,4 %.